# Wildnispark Zürich Sihlwald
Le Wildnispark Zürich Sihlwald est un parc naturel périurbain situé dans le canton de Zurich en Suisse.

## Histoire
Le 1er juin 2008, le peuple zurichois se prononce en faveur de l'octroi d'une subvention d'exploitation annuelle pour le parc. La fondation Wildnispark Zürich (Stiftung Wildnispark Zürich) est créée en 2009. Dès le 1er janvier 2010, la forêt du Sihlwald porte le label officiel « Parc naturel périurbain - parc d'importance nationale ». Il s'agit du premier parc de ce type en Suisse.

## Description
Le Sihlwald est une forêt mixte où les processus naturels se déroulent sans entrave, permettant un retour progressif à l'état naturel. Le parc est traversé par 72 km de sentiers de randonnée pédestre, 58 km de pistes cyclables et 54 km de sentiers équestres.

## Galerie

Photographies du Wildnispark Zürich Sihlwald
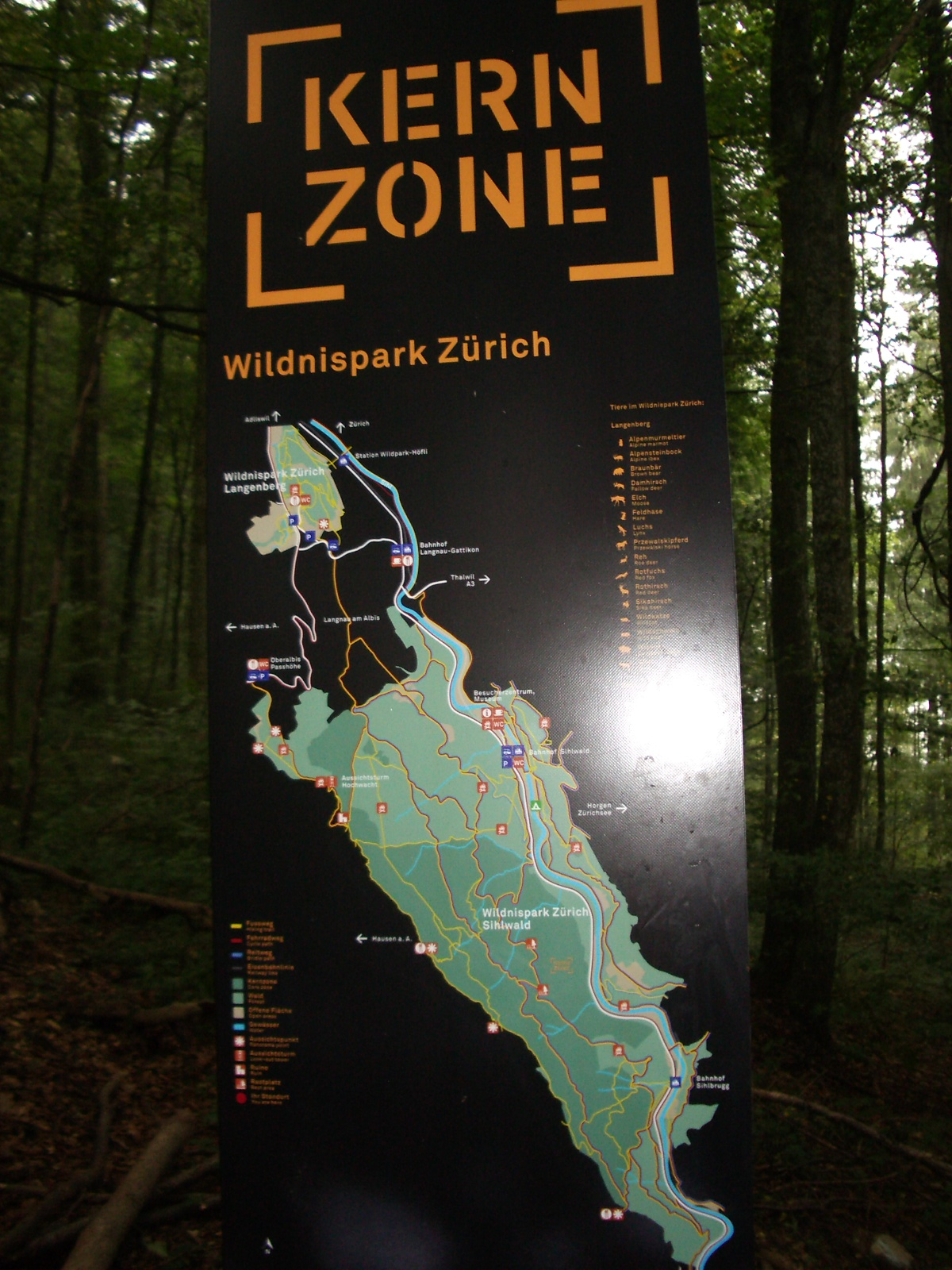
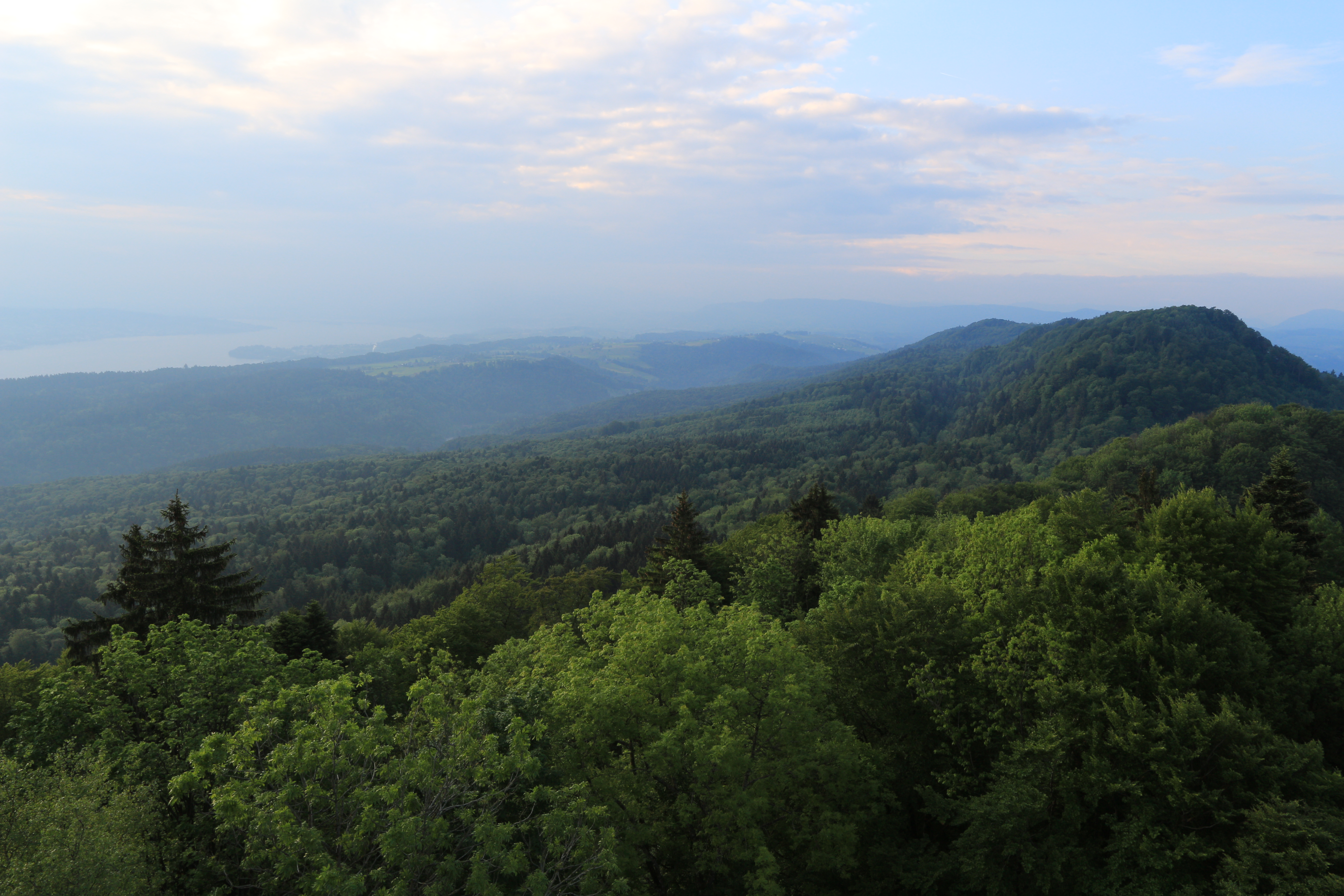